# پل هرتسبرگ
پل هرتسبرگ (انگلیسی: Paul Herzberg؛ زادهٔ ۱۹۵۳ میلادی) نمایشنامه‌نویس و بازیگر اهل آفریقای جنوبی است.
از فیلم‌ها یا مجموعه‌های تلویزیونی که وی در آن‌ها نقش داشته‌است، می‌توان به داستان‌های باورنکردنی، آزادی را فریاد کن، زن محترم و پوآرو اشاره نمود.